# Campbell's Hall of Fame Tennis Championships 2006
Campbell's Hall of Fame Tennis Championships 2006 — тенісний турнір, що проходив на кортах з твердим покриттям у місті Ньюпорт, USA з 10 липня . Належав до категорії ATP International Series.

## Фінальна частина

### Одиночний розряд
Марк Філіппуссіс —  Джастін Гімелстоб 6–3, 7–5

### Парний розряд
Юрген Мельцер /  Роберт Кендрік —  Джефф Кутзе /  Джастін Гімелстоб 7–6(7–3), 6–0